# Oswald Tanchot
Oswald Tanchot, né le 7 août 1973 à Mayenne, est un footballeur puis entraîneur français. Formé au Stade Lavallois, il fait l'essentiel de sa carrière dans les rangs amateurs.
Devenu entraîneur, il dirige notamment La Vitréenne FC puis Le Poiré-sur-Vie VF avant de rejoindre le Club professionnel du Havre AC de 2016 à 2019. Après quatre mois comme adjoint, il dirige pour la fin de la saison 2020-2021 l'Amiens SC. Par la suite, lors de la saison 2023-2024, Oswald Tanchot s'engage avec le FC Sochaux.

## Carrière

### Carrière de joueur
Oswald Tanchot commence le football au CA Mayennais. Capitaine de la sélection cadets de la Ligue du Maine, il est repéré par la DTN lors de la Coupe nationale à Clairefontaine. Henri Émile le sélectionne en équipe de France juniors B2 en mai 1989, pour un match amical au cours duquel il est aligné aux côtés de Vikash Dhorasoo. Il rejoint le Stade lavallois à l'été 1989, sous contrat aspirant, malgré des contacts avancés avec le Stade rennais et un long imbroglio juridique entre les deux clubs voisins,.
Formé comme numéro 10, il est le capitaine des juniors lavallois qui disputent la Coupe Gambardella en 1992 et 1993. Il forme alors avec Mickaël Pagis un duo remarqué. En mars 1993, il est retenu avec l'équipe de France U20 à un stage de pré-sélection à Clairefontaine en vue des Jeux de la Francophonie 1993, en compagnie notamment de Mickaël Pagis et David Sommeil. Mais les Jeux étant reportés à 1994, le stage est annulé.
Après un prêt à Saint-Leu en National 1, il prend part à douze matches de Division 2 avec le Stade lavallois lors de la saison 1994-1995, sous statut amateur, avant de jouer dans des clubs plus modestes, en National ou en Championnat de France amateur.

### Carrière d'entraîneur
En février 2002, après deux semaines de stage au CTNFS de Clairefontaine, il est diplômé du brevet d'État d'éducateur sportif 2e degré (BEES 2). En 2003 il obtient le diplôme d'entraîneur de football (DEF).
En 2005, Tanchot est nommé entraîneur de La Vitréenne en DH, où il succède à Loïc Lambert. Il construit son projet en recrutant des joueurs libérés par les clubs professionnels de la région (Stade lavallois, Stade rennais, EA Guingamp), dont certains poursuivant leurs études à Rennes. Il connaît deux accessions successives jusqu'au CFA.
En 2011, il est embauché par Le Poiré-sur-Vie, promu en National. Il y dirige le club pendant quatre saisons de façon remarquée, jusqu'au retrait volontaire du club.
En 2016 il obtient le brevet d'entraîneur professionnel de football (BEPF) et rejoint le Havre AC, club de Ligue 2, d'abord comme adjoint, puis comme entraîneur principal après le départ de l'Américain Bob Bradley.
En juin 2020, il devient l'entraîneur adjoint du Amiens SC de Luka Elsner. Le 16 octobre 2020, il est nommé entraîneur du Amiens SC, après le renvoi de Luka Elsner. Le 16 juin 2021, le club picard annonce la fin du contrat d'Oswald Tanchot.
En juin 2022 il est recruté par le Volos FC, mais choisit de quitter le club en août, après un seul match en D1 grecque. Il explique sa décision par la personnalité omnipotente de son président et des promesses non tenues.
En juin 2023, il signe pour deux ans au FC Sochaux-Montbéliard, pensionnaire de National 1. Mais son arrivée est d'abord compromise par la rétrogradation administrative et menace de disparition du club, proche du dépôt de bilan. Finalement, le FCSM est repris par de nouveaux actionnaires (sous l'impulsion de l'ancien président Jean-Claude Plessis) et placé en National 1. Avec un effectif très renouvelé, l'équipe de Tanchot parvient jusqu'en huitième-de-finale de coupe de France, éliminant au passage deux pensionnaires de Ligue 1 (Lorient puis Reims), avant d'obtenir son maintien en troisième division à quatre journées de la fin du championnat.
En 2024, il quitte Sochaux et signe pour le club de Grenoble,,.